# Specie di Anyphaenidae
Di seguito sono elencate tutte le 519 specie della famiglia di ragni Anyphaenidae note al dicembre 2012

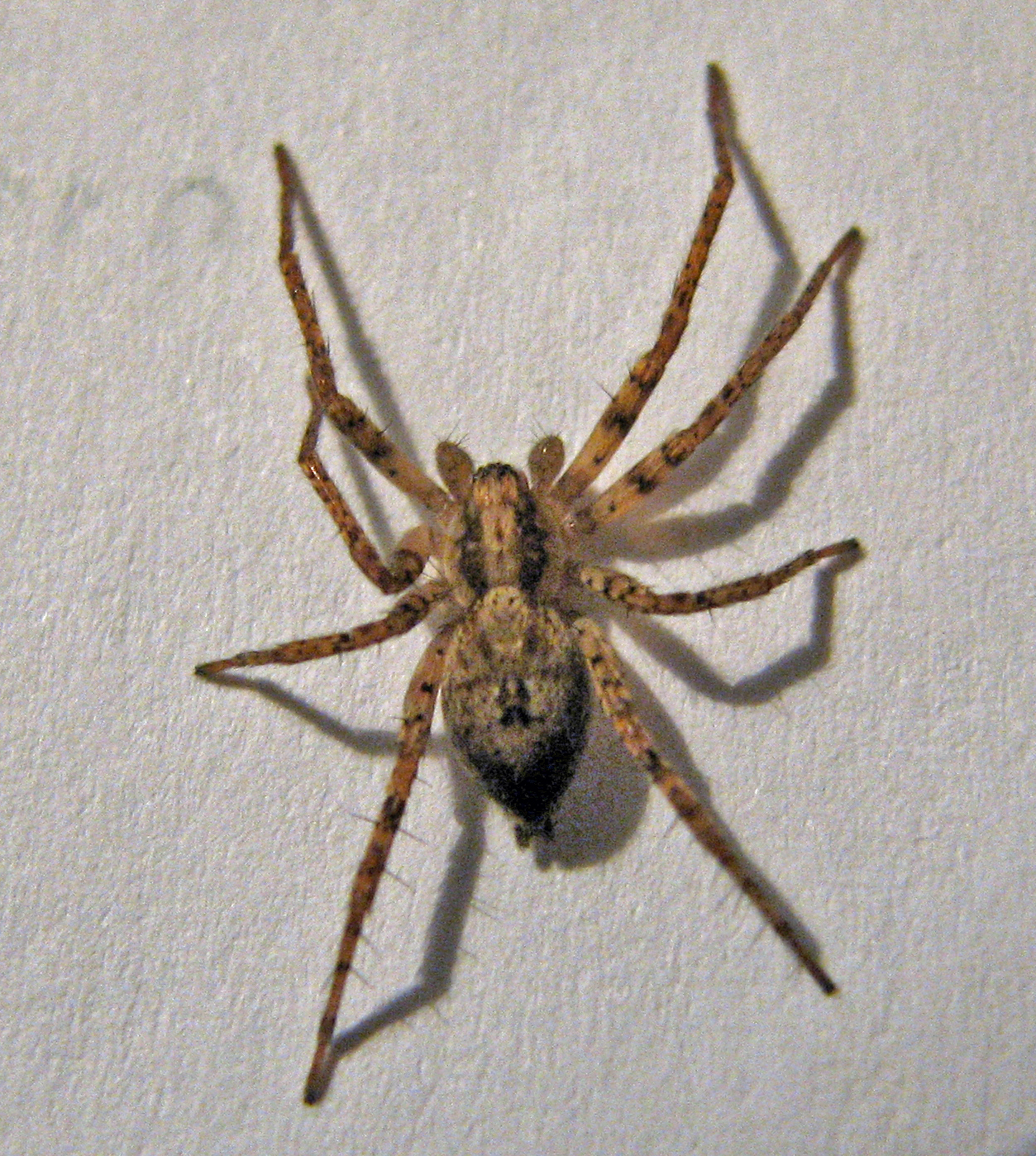
Anyphaena accentuata, giovane maschio

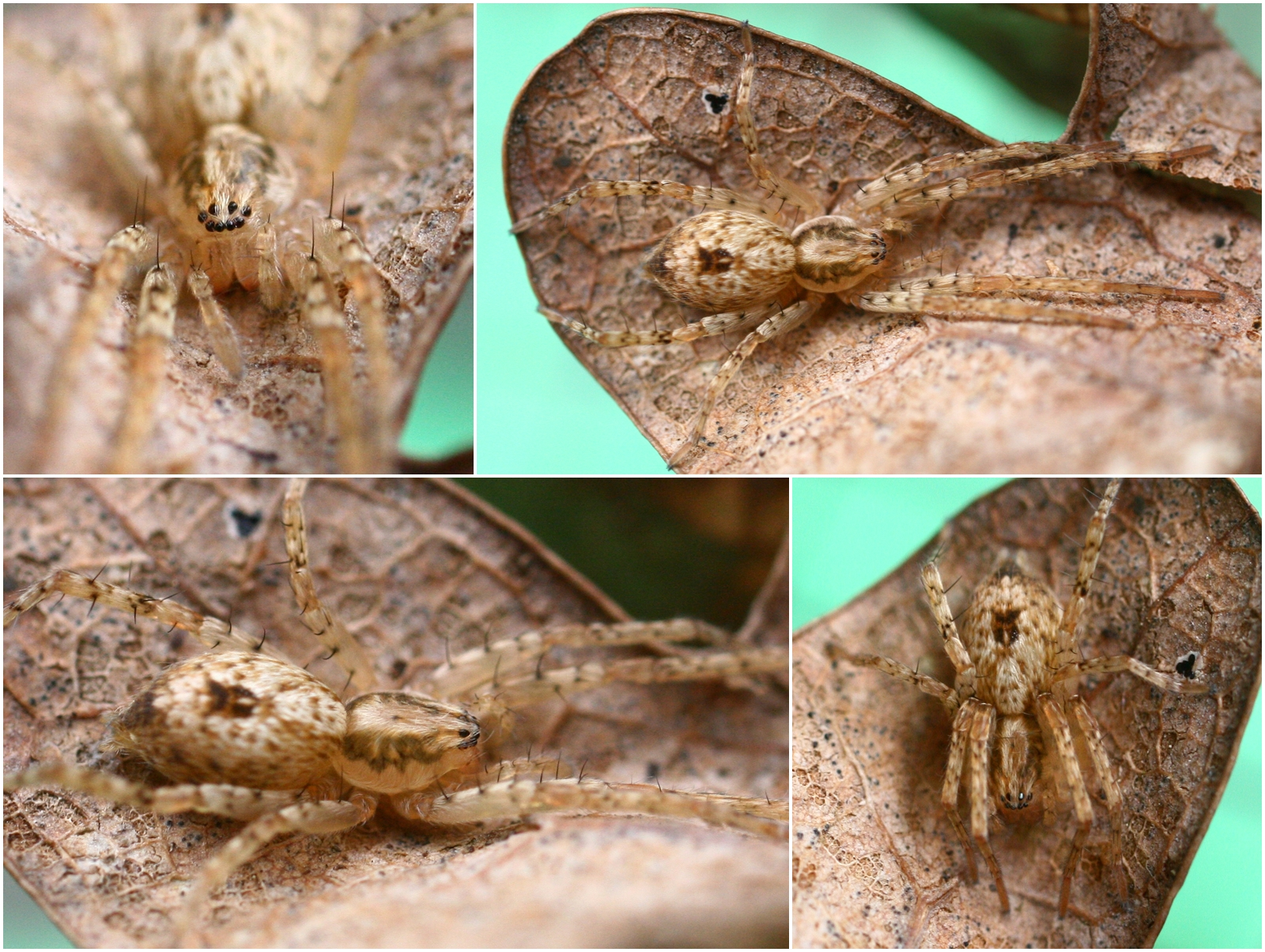
Anyphaena accentuata

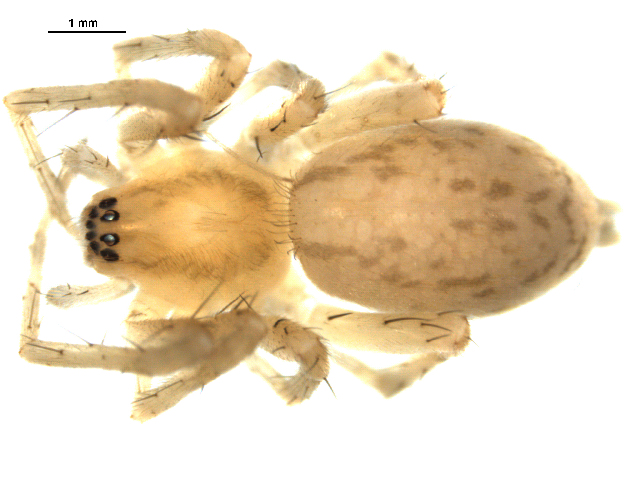
Anyphaena pectorosa

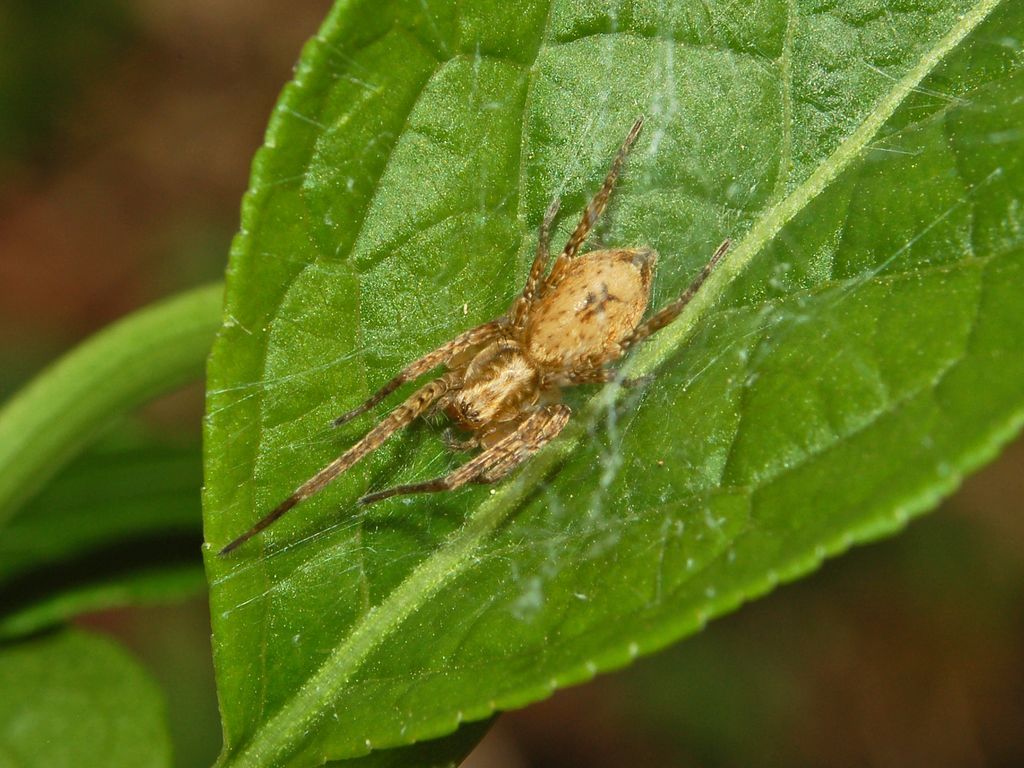
Anyphaena sp., rinvenuta in Italia

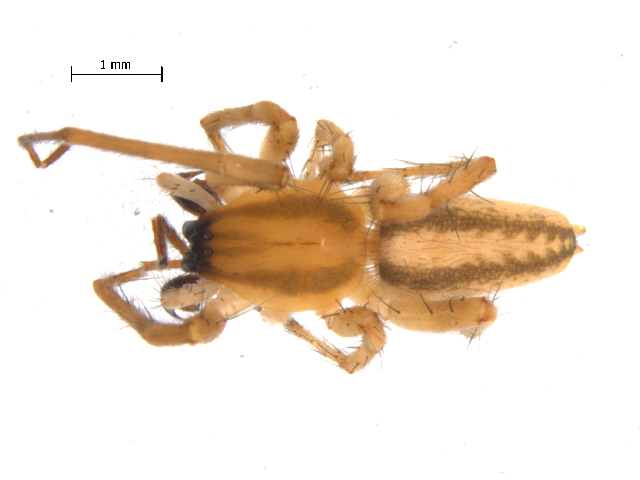
Hibana futilis

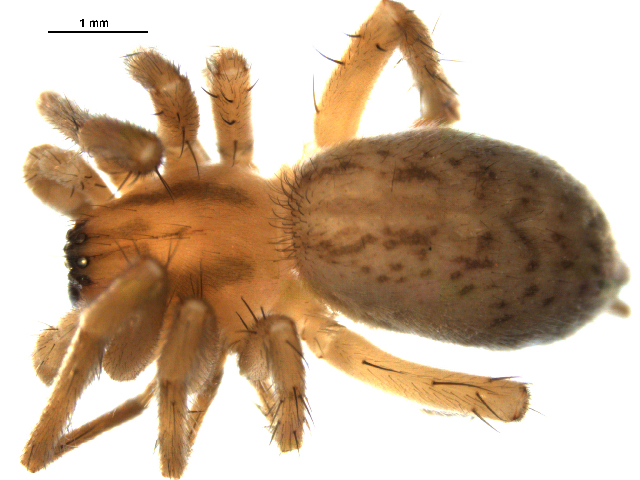
Hibana gracilis

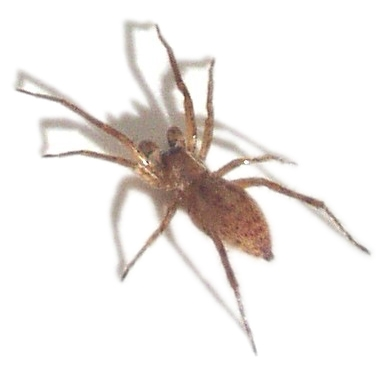
Hibana velox, maschio

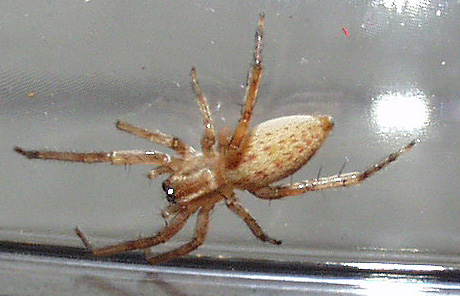
Hibana velox

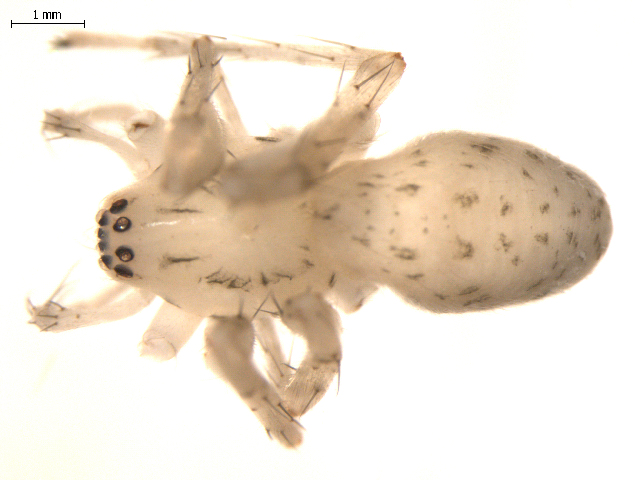
Wulfila saltabundus

## Acanthoceto
Acanthoceto Mello-Leitão, 1944
- Acanthoceto acupictus (Nicolet, 1849) — Cile, Argentina, Uruguay, Brasile
- Acanthoceto cinereus (Tullgren, 1901) — Cile, Argentina
- Acanthoceto ladormida Ramírez, 1997 — Cile
- Acanthoceto marinus Ramírez, 1997 — Cile
- Acanthoceto pichi Ramírez, 1997 — Cile, Argentina
- Acanthoceto riogrande Ramírez, 1997 — Brasile, Argentina
- Acanthoceto septentrionalis (Berland, 1913) — Colombia, Ecuador

## Alijassa
Alijassa Brescovit, 1997
- Alijassa annulipes (Caporiacco, 1955) — Venezuela
- Alijassa notata (Keyserling, 1881) — Perù
- Alijassa poicila (Chamberlin, 1916) — Perù
- Alijassa subpallida (L. Koch, 1866) — Colombia
- Alijassa venezuelica (Caporiacco, 1955) — Venezuela

## Amaurobioides
Amaurobioides O. P.-Cambridge, 1883
- Amaurobioides africana Hewitt, 1917 — Namibia, Sudafrica
- Amaurobioides chilensis (Nicolet, 1849) — Cile
- Amaurobioides isolata Hirst, 1993 — Australia meridionale
- Amaurobioides litoralis Hickman, 1949 — Tasmania
- Amaurobioides major Forster, 1970 — Nuova Zelanda
- Amaurobioides maritima O. P.-Cambridge, 1883 — Nuova Zelanda
- Amaurobioides minor Forster, 1970 — Nuova Zelanda
- Amaurobioides pallida Forster, 1970 — Nuova Zelanda
- Amaurobioides picuna Forster, 1970 — Nuova Zelanda
- Amaurobioides piscator Hogg, 1909 — Isole Auckland, Isole Campbell
- Amaurobioides pleta Forster, 1970 — Nuova Zelanda
- Amaurobioides pohara Forster, 1970 — Nuova Zelanda

## Anyphaena
Anyphaena Sundevall, 1833
- Anyphaena accentuata (Walckenaer, 1802) — dall'Europa all'Asia centrale
  - Anyphaena accentuata obscura (Sundevall, 1831) — Europa centrale
- Anyphaena alachua Platnick, 1974 — USA
- Anyphaena alamos Platnick & Lau, 1975 — Messico
- Anyphaena alboirrorata Simon, 1878 — Portogallo, Spagna, Francia
- Anyphaena andina Chamberlin, 1916 — Perù
- Anyphaena aperta (Banks, 1921) — USA, Canada
- Anyphaena arbida Platnick, 1974 — USA
- Anyphaena autumna Platnick, 1974 — USA
- Anyphaena ayshides Yaginuma, 1958 — Giappone
- Anyphaena banksi Strand, 1906 — USA
- Anyphaena bermudensis Sierwald, 1988 — Bermuda
- Anyphaena bispinosa Bryant, 1940 — Cuba
- Anyphaena bivalva Zhang & Song, 2004 — Cina
- Anyphaena bromelicola Platnick, 1977 — Messico
- Anyphaena bryantae Roewer, 1951 — Cuba
- Anyphaena californica (Banks, 1904) — USA
- Anyphaena catalina Platnick, 1974 — USA, Messico
- Anyphaena celer (Hentz, 1847) — USA, Canada
- Anyphaena cielo Platnick & Lau, 1975 — Messico
- Anyphaena cochise Platnick, 1974 — USA
- Anyphaena cortes Platnick & Lau, 1975 — Messico
- Anyphaena crebrispina Chamberlin, 1919 — USA
- Anyphaena cumbre Platnick & Lau, 1975 — Messico
- Anyphaena darlingtoni Bryant, 1940 — Cuba
- Anyphaena decora Bryant, 1942 — Porto Rico
- Anyphaena diversa Bryant, 1936 — Cuba
- Anyphaena dixiana (Chamberlin & Woodbury, 1929) — USA
- Anyphaena dominicana Roewer, 1951 — Hispaniola
- Anyphaena encino Platnick & Lau, 1975 — Messico
- Anyphaena felipe Platnick & Lau, 1975 — Messico
- Anyphaena fraterna (Banks, 1896) — USA
- Anyphaena furcatella Banks, 1914 — Costa Rica
- Anyphaena furva Miller, 1967 — Germania, Repubblica Ceca, Slovacchia
- Anyphaena gertschi Platnick, 1974 — USA
- Anyphaena gibba O. P.-Cambridge, 1896 — Messico
- Anyphaena gibboides Platnick, 1974 — USA
- Anyphaena gibbosa O. P.-Cambridge, 1896 — Messico
- Anyphaena hespar Platnick, 1974 — USA, Messico
- Anyphaena inferens Chamberlin, 1925 — Costa Rica, Panama
- Anyphaena judicata O. P.-Cambridge, 1896 — dagli USA al Guatemala
- Anyphaena kurilensis Peelle & Saito, 1932 — Isole Curili
- Anyphaena lacka Platnick, 1974 — USA
- Anyphaena leechi Platnick, 1977 — Messico
- Anyphaena maculata (Banks, 1896) — USA
- Anyphaena marginalis (Banks, 1901) — USA, Messico
- Anyphaena modesta Bryant, 1948 — Hispaniola
- Anyphaena mogan Song & Chen, 1987 — Cina
- Anyphaena mollicoma Keyserling, 1879 — Colombia
- Anyphaena morelia Platnick & Lau, 1975 — Messico
- Anyphaena nexuosa Chickering, 1940 — Panama
- Anyphaena numida Simon, 1897 — Portogallo, Spagna, Francia, Algeria
- Anyphaena obregon Platnick & Lau, 1975 — Messico
- Anyphaena otinapa Platnick & Lau, 1975 — Messico
- Anyphaena pacifica (Banks, 1896) — USA, Canada
- Anyphaena pectorosa L. Koch, 1866 — USA, Canada
- Anyphaena plana F. O. P.-Cambridge, 1900 — Panama
- Anyphaena pontica Weiss, 1988 — Romania
- Anyphaena pretiosa Banks, 1914 — Costa Rica
- Anyphaena proba O. P.-Cambridge, 1896 — Messico
- Anyphaena pugil Karsch, 1879 — Corea, Giappone
- Anyphaena pusilla Bryant, 1948 — Hispaniola
- Anyphaena quadricornuta Kraus, 1955 — El Salvador
- Anyphaena rita Platnick, 1974 — USA, Messico
- Anyphaena sabina L. Koch, 1866 — Europa meridionale, Russia, Georgia, Azerbaijan
- Anyphaena salto Platnick & Lau, 1975 — Messico
- Anyphaena scopulata F. O. P.-Cambridge, 1900 — Guatemala
- Anyphaena simoni Becker, 1878 — Messico
- Anyphaena simplex O. P.-Cambridge, 1894 — Messico, Costa Rica
- Anyphaena soricina Simon, 1889 — India
- Anyphaena subgibba O. P.-Cambridge, 1896 — Guatemala
- Anyphaena syriaca Kulczynski, 1911 — Libano, Israele
- Anyphaena tancitaro Platnick & Lau, 1975 — Messico
- Anyphaena tehuacan Platnick & Lau, 1975 — Messico
- Anyphaena trifida F. O. P.-Cambridge, 1900 — Messico, Guatemala
- Anyphaena tuberosa F. O. P.-Cambridge, 1900 — Guatemala
- Anyphaena wanlessi Platnick & Lau, 1975 — Messico
- Anyphaena wuyi Zhang, Zhu & Song, 2005 — Cina
- Anyphaena xiushanensis Song & Zhu, 1991 — Cina
- Anyphaena xochimilco Platnick & Lau, 1975 — Messico

## Anyphaenoides
Anyphaenoides Berland, 1913
- Anyphaenoides brescoviti Baert, 1995 — Perù
- Anyphaenoides clavipes (Mello-Leitão, 1922) — Brasile, Argentina
- Anyphaenoides cocos Baert, 1995 — Isole Cocos, (Costa Rica, introdotto)
- Anyphaenoides coddingtoni Brescovit, 1998 — Brasile, Bolivia
- Anyphaenoides irusa Brescovit, 1992 — Venezuela, Suriname, Caraibi
- Anyphaenoides katiae Baert, 1995 — Isole Galapagos
- Anyphaenoides locksae Brescovit & Ramos, 2003 — Brasile
- Anyphaenoides octodentata (Schmidt, 1971) — Venezuela, Ecuador, Perù, Isole Galapagos
- Anyphaenoides pacifica (Banks, 1902) — da Trinidad al Cile, Isole Galapagos
- Anyphaenoides placens (O. P.-Cambridge, 1896) — Panama, Venezuela
- Anyphaenoides pluridentata Berland, 1913 — Ecuador
- Anyphaenoides samiria Brescovit, 1998 — Perù
- Anyphaenoides sialha Brescovit, 1992 — Perù
- Anyphaenoides volcan Brescovit, 1998 — Panama
- Anyphaenoides xiboreninho Brescovit, 1998 — Brasile

## Arachosia
Arachosia O. P.-Cambridge, 1882
- Arachosia albiventris Mello-Leitão, 1922 — Brasile
- Arachosia anyphaenoides O. P.-Cambridge, 1882 — Brasile
- Arachosia arachosia Mello-Leitão, 1922 — Brasile
- Arachosia bergi (Simon, 1880) — Brasile, Uruguay, Argentina
- Arachosia bifasciata (Mello-Leitão, 1922) — Brasile
- Arachosia bonneti (Mello-Leitão, 1947) — Brasile
- Arachosia cubana (Banks, 1909) — USA, Cuba
- Arachosia dubia (Berland, 1913) — Ecuador
- Arachosia duplovittata (Mello-Leitão, 1942) — Argentina
- Arachosia freiburgensis Keyserling, 1891 — Brasile
- Arachosia honesta Keyserling, 1891 — Brasile, Argentina
- Arachosia mezenioides Mello-Leitão, 1922 — Brasile
- Arachosia minensis (Mello-Leitão, 1926) — Brasile
- Arachosia oblonga (Keyserling, 1878) — Messico
- Arachosia polytrichia (Mello-Leitão, 1922) — Brasile
- Arachosia praesignis (Keyserling, 1891) — Brasile, Argentina
- Arachosia proseni (Mello-Leitão, 1944) — Argentina
- Arachosia puta O. P.-Cambridge, 1892 — Panama
- Arachosia striata (Keyserling, 1891) — Brasile
- Arachosia sulfurea Mello-Leitão, 1922 — Brasile

## Araiya
Araiya Ramírez, 2003
- Araiya coccinea (Simon, 1884) — Cile, Argentina
- Araiya pallida (Tullgren, 1902) — Cile, Argentina

## Australaena
Australaena Berland, 1942
- Australaena hystricina Berland, 1942 — Polinesia
- Australaena zimmermani Berland, 1942 — Polinesia

## Axyracrus
Axyracrus Simon, 1884
- Axyracrus elegans Simon, 1884 — Cile, Argentina

## Aysenia
Aysenia Tullgren, 1902
- Aysenia araucana Ramírez, 2003 — Cile
- Aysenia barrigai Izquierdo & Ramírez, 2008 — Cile, Argentina
- Aysenia cylindrica Ramírez, 2003 — Cile, Argentina
- Aysenia elongata Tullgren, 1902 — Cile
- Aysenia grismadoi González & Ramírez, 2012 — Cile
- Aysenia huayun González & Ramírez, 2012 — Cile
- Aysenia izquierdoi González & Ramírez, 2012 — Cile
- Aysenia segestrioides Ramírez, 2003 — Cile

## Aysenoides
Aysenoides Ramírez, 2003
- Aysenoides colecole Ramírez, 2003 — Cile
- Aysenoides nahuel Izquierdo & Ramírez, 2008 — Cile
- Aysenoides parvus Ramírez, 2003 — Cile, Argentina
- Aysenoides terricola Ramírez, 2003 — Cile

## Aysha
Aysha Keyserling, 1891
- Aysha affinis (Blackwall, 1862) — Brasile
- Aysha albovittata Mello-Leitão, 1944 — Brasile, Argentina
- Aysha basilisca (Mello-Leitão, 1922) — Brasile
- Aysha bonaldoi Brescovit, 1992 — Brasile
- Aysha boraceia Brescovit, 1992 — Brasile
- Aysha borgmeyeri (Mello-Leitão, 1926) — Brasile, Argentina
- Aysha brevimana (C. L. Koch, 1839) — Brasile
- Aysha caxambuensis (Mello-Leitão, 1926) — Brasile, Paraguay, Argentina
- Aysha chicama Brescovit, 1992 — Brasile
- Aysha clarovittata (Keyserling, 1891) — Brasile, Argentina
- Aysha curumim Brescovit, 1992 — Brasile
- Aysha diversicolor (Keyserling, 1891) — Brasile
- Aysha ericae Brescovit, 1992 — Brasile, Argentina
- Aysha fortis (Keyserling, 1891) — Brasile
- Aysha guaiba Brescovit, 1992 — Brasile
- Aysha guarapuava Brescovit, 1992 — Brasile
- Aysha helvola (Keyserling, 1891) — Brasile
- Aysha heraldica (Mello-Leitão, 1929) — Brasile
- Aysha insulana Chickering, 1937 — Panama
- Aysha janaita Brescovit, 1992 — Brasile
- Aysha lagenifera (Mello-Leitão, 1944) — Argentina
- Aysha lisei Brescovit, 1992 — Brasile
- Aysha marinonii Brescovit, 1992 — Brasile, Paraguay, Argentina
- Aysha montenegro Brescovit, 1992 — Brasile, Argentina
- Aysha piassaguera Brescovit, 1992 — Brasile
- Aysha pirassununga Brescovit, 1992 — Brasile, Argentina
- Aysha proseni Mello-Leitão, 1944 — Brasile, Argentina
- Aysha prospera Keyserling, 1891 — Bolivia, Brasile, Uruguay, Argentina
- Aysha robusta (Keyserling, 1891) — Brasile
- Aysha rubromaculata (Keyserling, 1891) — Brasile, Argentina
- Aysha striolata (Keyserling, 1891) — Brasile
- Aysha subruba (Keyserling, 1891) — Brasile
- Aysha taeniata (Keyserling, 1891) — Brasile
- Aysha taim Brescovit, 1992 — Brasile
- Aysha tapejara Brescovit, 1992 — Brasile
- Aysha tertulia Brescovit, 1992 — Brasile, Argentina
- Aysha triunfo Brescovit, 1992 — Brasile, Argentina
- Aysha vacaria Brescovit, 1992 — Brasile
- Aysha yacupoi Brescovit, 1992 — Brasile, Argentina
- Aysha zenzesi (Mello-Leitão, 1945) — Brasile, Argentina

## Bromelina
Bromelina Brescovit, 1993
- Bromelina kochalkai Brescovit, 1993 — Colombia
- Bromelina oliola Brescovit, 1993 — Brasile
- Bromelina zuniala Brescovit, 1993 — Venezuela

## Buckupiella
Buckupiella Brescovit, 1997
- Buckupiella imperatriz Brescovit, 1997 — Brasile, Argentina

## Coptoprepes
Coptoprepes Simon, 1884
- Coptoprepes bellavista Werenkraut & Ramírez, 2009 — Cile
- Coptoprepes campanensis Ramírez, 2003 — Cile
- Coptoprepes casablanca Werenkraut & Ramírez, 2009 — Cile, Argentina
- Coptoprepes contulmo Werenkraut & Ramírez, 2009 — Cile
- Coptoprepes ecotono Werenkraut & Ramírez, 2009 — Argentina
- Coptoprepes eden Werenkraut & Ramírez, 2009 — Cile
- Coptoprepes flavopilosus Simon, 1884 — Cile, Argentina
- Coptoprepes nahuelbuta Ramírez, 2003 — Cile
- Coptoprepes recinto Werenkraut & Ramírez, 2009 — Cile
- Coptoprepes valdiviensis Ramírez, 2003 — Cile
- Coptoprepes variegatus Mello-Leitão, 1940 — Argentina

## Ferrieria
Ferrieria Tullgren, 1901
- Ferrieria echinata Tullgren, 1901 — Cile, Argentina

## Gamakia
Gamakia Ramírez, 2003
- Gamakia hirsuta Ramírez, 2003 — Cile

## Gayenna
Gayenna Nicolet, 1849
- Gayenna americana Nicolet, 1849 — Cile, Argentina
- Gayenna brasiliensis Roewer, 1951 — Brasile
- Gayenna chrysophila Mello-Leitão, 1926 — Brasile
- Gayenna furcata (Keyserling, 1879) — Perù
- Gayenna ignava Banks, 1898 — Messico
- Gayenna moreirae (Mello-Leitão, 1915) — Brasile
- Gayenna orizaba Banks, 1898 — Messico
- Gayenna sigillum Mello-Leitão, 1941 — Argentina
- Gayenna trivittata (Bertkau, 1880) — Brasile
- Gayenna vittata (Keyserling, 1881) — Perù

## Gayennoides
Gayennoides Ramírez, 2003
- Gayennoides losvilos Ramírez, 2003 — Cile
- Gayennoides molles Ramírez, 2003 — Cile

## Hatitia
Hatitia Brescovit, 1997
- Hatitia canchaque Brescovit, 1997 — Ecuador, Perù
- Hatitia defonlonguei (Berland, 1913) — Ecuador
- Hatitia perrieri (Berland, 1913) — Ecuador
- Hatitia riveti (Berland, 1913) — Ecuador
- Hatitia sericea (L. Koch, 1866) — Colombia
- Hatitia yhuaia Brescovit, 1997 — Perù

## Hibana
Hibana Brescovit, 1991
- Hibana arunda (Platnick, 1974) — USA, Messico
- Hibana bicolor (Banks, 1909) — Costa Rica, Colombia
- Hibana cambridgei (Bryant, 1931) — USA, Messico
- Hibana discolor (Mello-Leitão, 1929) — Brasile, Bolivia
- Hibana flavescens (Schmidt, 1971) — Colombia
- Hibana fusca (Franganillo, 1926) — Cuba
- Hibana futilis (Banks, 1898) — dagli USA al Venezuela, Cuba
- Hibana gracilis (Hentz, 1847) — USA, Canada
- Hibana incursa (Chamberlin, 1919) — dagli USA al Panama
- Hibana longipalpa (Bryant, 1931) — El Salvador, Nicaragua, Costa Rica
- Hibana melloleitaoi (Caporiacco, 1947) — dal Messico al Brasile
- Hibana similaris (Banks, 1929) — dal Messico al Brasile
- Hibana taboga Brescovit, 1991 — Panama
- Hibana talmina Brescovit, 1993 — Dominica, Trinidad, Colombia, Venezuela
- Hibana tenuis (L. Koch, 1866) — dal Messico al Venezuela, Caraibi
- Hibana turquinensis (Bryant, 1940) — Cuba
- Hibana velox (Becker, 1879) — USA, Messico, Caraibi

## Iguarima
Iguarima Brescovit, 1997
- Iguarima censoria (Keyserling, 1891) — Brasile
- Iguarima pichincha Brescovit, 1997 — Ecuador

## Ilocomba
Ilocomba Brescovit, 1997
- Ilocomba marta Brescovit, 1997 — Colombia
- Ilocomba perija Brescovit, 1997 — Colombia

## Isigonia
Isigonia Simon, 1897
- Isigonia camacan Brescovit, 1991 — Brasile
- Isigonia limbata Simon, 1897 — Venezuela, Perù, Brasile
- Isigonia reducta (Chickering, 1940) — Panama

## Italaman
Italaman Brescovit, 1997
- Italaman santamaria Brescovit, 1997 — Colombia, Brasile, Argentina

## Jessica
Jessica Brescovit, 1997
- Jessica campesina (Bauab, 1979) — Brasile
- Jessica eden Brescovit, 1999 — Venezuela
- Jessica erythrostoma (Mello-Leitão, 1939) — dalla Colombia all'Argentina
- Jessica fidelis (Mello-Leitão, 1922) — Brazil, Bolivia, Paraguay, Argentina
- Jessica glabra (Keyserling, 1891) — Brasile, Paraguay, Argentina
- Jessica itatiaia Brescovit, 1999 — Brasile
- Jessica osoriana (Mello-Leitão, 1922) — Brasile, Paraguay, Argentina
- Jessica pachecoi Brescovit, 1999 — Brasile
- Jessica puava Brescovit, 1999 — Brasile
- Jessica rafaeli Brescovit, 1999 — Brasile
- Jessica renneri Brescovit, 1999 — Brasile
- Jessica sergipana Brescovit, 1999 — Brasile

## Josa
Josa Keyserling, 1891
- Josa analis (Simon, 1897) — Venezuela
- Josa andesiana (Berland, 1913) — Ecuador
- Josa bryantae (Caporiacco, 1955) — Venezuela
- Josa calilegua Ramírez, 2003 — Argentina
- Josa chazaliae (Simon, 1897) — Colombia
- Josa gounellei (Simon, 1897) — Brasile
- Josa keyserlingi (L. Koch, 1866) — Colombia, Brasile
- Josa laeta (O. P.-Cambridge, 1896) — Costa Rica
- Josa lojensis (Berland, 1913) — Ecuador
- Josa lutea (Keyserling, 1878) — Colombia, Ecuador
- Josa maura (Simon, 1897) — Venezuela
- Josa nigrifrons (Simon, 1897) — dalla Costa Rica alla Bolivia
- Josa personata (Simon, 1897) — Ecuador
- Josa riveti (Berland, 1913) — Ecuador, Bolivia
- Josa simoni (Berland, 1913) — Ecuador

## Katissa
Katissa Brescovit, 1997
- Katissa delicatula (Banks, 1909) — Costa Rica
- Katissa elegans (Banks, 1909) — Costa Rica
- Katissa lycosoides (Chickering, 1937) — Panama
- Katissa simplicipalpis (Simon, 1897) — Piccole Antille, Panama, Perù
- Katissa zimarae (Reimoser, 1939) — Costa Rica

## Lepajan
Lepajan Brescovit, 1993
- Lepajan edwardsi Brescovit, 1997 — Ecuador
- Lepajan montanus (Chickering, 1940) — Panama

## Lupettiana
Lupettiana Brescovit, 1997
- Lupettiana bimini Brescovit, 1999 — Isole Bahama
- Lupettiana eberhardi Brescovit, 1999 — Costa Rica
- Lupettiana levii Brescovit, 1999 — Hispaniola
- Lupettiana linguanea Brescovit, 1997 — Giamaica, Guadalupa, Dominica
- Lupettiana manauara Brescovit, 1999 — Brasile
- Lupettiana mordax (O. P.-Cambridge, 1896) — dagli USA al Perù, Brasile
- Lupettiana parvula (Banks, 1903) — Cuba, Hispaniola
- Lupettiana piedra Brescovit, 1999 — Cuba
- Lupettiana spinosa (Bryant, 1948) — Hispaniola

## Macrophyes
Macrophyes O. P.-Cambridge, 1893
- Macrophyes attenuata O. P.-Cambridge, 1893 — Messico
- Macrophyes elongata Chickering, 1937 — Costa Rica, Panama
- Macrophyes jundiai Brescovit, 1993 — Brasile, Argentina
- Macrophyes manati Brescovit, 1993 — Perù
- Macrophyes silvae Brescovit, 1992 — Perù

## Malenella
Malenella Ramírez, 1995
- Malenella nana Ramírez, 1995 — Cile

## Mesilla
Mesilla Simon, 1903
- Mesilla anyphaenoides Caporiacco, 1954 — Guyana Francese
- Mesilla vittiventris Simon, 1903 — Colombia, Ecuador

## Monapia
Monapia Simon, 1897
- Monapia alupuran Ramírez, 1995 — Cile
- Monapia angusta (Mello-Leitão, 1944) — Uruguay, Argentina
- Monapia carolina Ramírez, 1999 — Argentina
- Monapia charrua Ramírez, 1999 — Uruguay, Argentina
- Monapia dilaticollis (Nicolet, 1849) — Cile, Argentina, Isole Juan Fernàndez
- Monapia fierro Ramírez, 1999 — Argentina
- Monapia guenoana Ramírez, 1999 — Uruguay, Argentina
- Monapia huaria Ramírez, 1995 — Cile
- Monapia lutea (Nicolet, 1849) — Cile, Argentina
- Monapia pichinahuel Ramírez, 1995 — Cile, Argentina
- Monapia silvatica Ramírez, 1995 — Cile, Argentina
- Monapia tandil Ramírez, 1999 — Argentina
- Monapia vittata (Simon, 1884) — Cile, Argentina

## Negayan
Negayan Ramírez, 2003
- Negayan ancha Lopardo, 2005 — Cile, Argentina
- Negayan argentina Lopardo, 2005 — Argentina
- Negayan cerronegro Lopardo, 2005 — Argentina
- Negayan coccinea (Mello-Leitão, 1943) — Argentina
- Negayan enrollada Lopardo, 2005 — Cile, Argentina
- Negayan excepta (Tullgren, 1901) — Cile, Argentina
- Negayan paduana (Karsch, 1880) — Cile, Argentina, Isole Falkland
- Negayan puno Lopardo, 2005 — Perù, Argentina
- Negayan tarapaca Lopardo, 2005 — Cile
- Negayan tata Lopardo, 2005 — Cile, Argentina
- Negayan tridentata (Simon, 1886) — Argentina
- Negayan tucuman Lopardo, 2005 — Argentina

## Osoriella
Osoriella Mello-Leitão, 1922
- Osoriella domingos Brescovit, 1998 — Brasile
- Osoriella pallidoemanu Mello-Leitão, 1926 — Brasile
- Osoriella rubella (Keyserling, 1891) — Brasile
- Osoriella tahela Brescovit, 1998 — Perù, Brasile, Bolivia, Paraguay, Argentina

## Otoniela
Otoniela Brescovit, 1997
- Otoniela adisi Brescovit, 1997 — Perù, Brasile
- Otoniela quadrivittata (Simon, 1897) — Venezuela, Argentina

## Oxysoma
Oxysoma Nicolet, 1849
- Oxysoma itambezinho Ramírez, 2003 — Brasile
- Oxysoma longiventre (Nicolet, 1849) — Cile, Argentina
- Oxysoma punctatum Nicolet, 1849 — Cile, Argentina
- Oxysoma saccatum (Tullgren, 1902) — Cile, Argentina

## Patrera
Patrera Simon, 1903
- Patrera apora (Chamberlin, 1916) — Perù
- Patrera armata (Chickering, 1940) — Panama, Brasile
- Patrera auricoma (L. Koch, 1866) — Colombia
- Patrera cita (Keyserling, 1891) — Brasile
- Patrera fulvastra Simon, 1903 — Colombia, Ecuador
- Patrera lauta (Chickering, 1940) — Panama
- Patrera longipes (Keyserling, 1891) — Brasile, Argentina
- Patrera procera (Keyserling, 1891) — Brasile, Argentina
- Patrera puta (O. P.-Cambridge, 1896) — Costa Rica
- Patrera ruber (F. O. P.-Cambridge, 1900) — Guatemala, Costa Rica, Colombia, Ecuador
- Patrera stylifer (F. O. P.-Cambridge, 1900) — Panama
- Patrera virgata (Keyserling, 1891) — Brasile

## Phidyle
Phidyle Simon, 1880
- Phidyle punctipes (Nicolet, 1849) — Cile

## Philisca
Philisca Simon, 1884
- Philisca accentifera Simon, 1904 — Cile
- Philisca amoena (Simon, 1884) — Cile, Argentina
- Philisca atrata Soto & Ramírez, 2012 — Cile, Argentina
- Philisca doilu (Ramírez, 1993) — Cile, Argentina
- Philisca hahni Simon, 1884 — Cile, Argentina
- Philisca huapi Ramírez, 2003 — Cile, Argentina
- Philisca hyadesi (Simon, 1884) — Cile, Argentina
- Philisca ingens Berland, 1924 — Isole Juan Fernàndez
- Philisca ornata Berland, 1924 — Isole Juan Fernàndez
- Philisca pizarroi Soto & Ramírez, 2012 — Isole Juan Fernandez
- Philisca puconensis Ramírez, 2003 — Cile, Argentina
- Philisca robinson Soto & Ramírez, 2012 — Isole Juan Fernandez
- Philisca robusta Soto & Ramírez, 2012 — Isole Juan Fernandez
- Philisca tripunctata (Nicolet, 1849) — Cile, Argentina, Isole Falkland
- Philisca viernes Soto & Ramírez, 2012 — Isole Juan Fernandez

## Pippuhana
Pippuhana Brescovit, 1997
- Pippuhana calcar (Bryant, 1931) — USA
- Pippuhana donaldi (Chickering, 1940) — Panama
- Pippuhana gandu Brescovit, 1997 — Brasile
- Pippuhana unicolor (Keyserling, 1891) — Brasile

## Sanogasta
Sanogasta Mello-Leitão, 1941
- Sanogasta alticola (Simon, 1896) — Perù, Bolivia, Argentina
- Sanogasta approximata (Tullgren, 1901) — Cile, Argentina
- Sanogasta backhauseni (Simon, 1895) — Cile, Argentina, Uruguay
  - Sanogasta backhauseni patagonicus (Simon, 1905) — Argentina
- Sanogasta bonariensis (Mello-Leitão, 1940) — Argentina
- Sanogasta maculatipes (Keyserling, 1878) — Perù, Bolivia, Brasile, Uruguay, Argentina, Cile, Isole Easter
- Sanogasta maculosa (Nicolet, 1849) — Cile, Argentina, Isole Juan Fernàndez
- Sanogasta mandibularis Ramírez, 2003 — Argentina, Paraguay
- Sanogasta minuta (Keyserling, 1891) — Brasile, Argentina
- Sanogasta paucilineata (Mello-Leitão, 1945) — Argentina
- Sanogasta pehuenche Ramírez, 2003 — Cile, Argentina
- Sanogasta puma Ramírez, 2003 — Brasile, Uruguay, Argentina
- Sanogasta rufithorax (Tullgren, 1902) — Cile
- Sanogasta tenuis Ramírez, 2003 — Brasile, Argentina
- Sanogasta x-signata (Keyserling, 1891) — Brasile, Uruguay, Argentina

## Selknamia
Selknamia Ramírez, 2003
- Selknamia minima Ramírez, 2003 — Cile, Argentina

## Sillus
Sillus F. O. P.-Cambridge, 1900
- Sillus attiguus (O. P.-Cambridge, 1896) — Messico
- Sillus curvispinus F. O. P.-Cambridge, 1900 — Panama
- Sillus delicatus Mello-Leitão, 1922 — Brasile
- Sillus dubius (Chickering, 1937) — Panama
- Sillus furciger Caporiacco, 1954 — Guyana Francese
- Sillus imbecillus (Keyserling, 1891) — Brasile
- Sillus longispinus F. O. P.-Cambridge, 1900 — Guatemala, Costa Rica, Panama
- Sillus lunula F. O. P.-Cambridge, 1900 — Guatemala
- Sillus pellucidus (Keyserling, 1891) — Brasile
- Sillus ravus Chickering, 1940 — Panama

## Tafana
Tafana Simon, 1903
- Tafana quelchi (Pocock, 1895) — Venezuela
- Tafana riveti Simon, 1903 — Ecuador
- Tafana silhavyi (Caporiacco, 1955) — Venezuela
- Tafana straminea (L. Koch, 1866) — Colombia

## Tasata
Tasata Simon, 1903
- Tasata centralis Ramírez, 2003 — Argentina
- Tasata chiloensis Ramírez, 2003 — Cile, Argentina
- Tasata frenata (Mello-Leitão, 1947) — Brasile
- Tasata fuscotaeniata (Keyserling, 1891) — Brasile
- Tasata nova (Mello-Leitão, 1922) — Brasile
- Tasata parcepunctata Simon, 1903 — Argentina, Uruguay
- Tasata punctata (Keyserling, 1891) — Brasile
- Tasata quinquenotata (Simon, 1897) — Brasile
- Tasata reticulata (Mello-Leitão, 1943) — Brasile
- Tasata taim Ramírez, 2003 — Brasile
- Tasata taperae (Mello-Leitão, 1929) — Brasile
- Tasata tigris Mello-Leitão, 1941 — Brasile
- Tasata tripunctata (Mello-Leitão, 1941) — Brasile
- Tasata tullgreni Roewer, 1951 — Bolivia
- Tasata unipunctata (Simon, 1897) — Brasile
- Tasata variolosa Mello-Leitão, 1943 — Brasile, Uruguay, Argentina

## Temnida
Temnida Simon, 1896
- Temnida rosario Brescovit, 1997 — Brasile, Argentina
- Temnida simplex Simon, 1897 — Venezuela

## Teudis
Teudis O. P.-Cambridge, 1896
- Teudis angusticeps (Keyserling, 1891) — Brasile
- Teudis atrofasciatus Mello-Leitão, 1922 — Brasile
- Teudis bicornutus (Tullgren, 1905) — Bolivia
- Teudis buelowae (Mello-Leitão, 1946) — Paraguay
- Teudis cambridgei Chickering, 1940 — Panama
- Teudis comstocki (Soares & Camargo, 1948) — Brasile
- Teudis concolor (Keyserling, 1891) — Brasile
- Teudis cordobensis Mello-Leitão, 1941 — Argentina
- Teudis dichotomus Mello-Leitão, 1929 — Brasile
- Teudis fatuus (Mello-Leitão, 1942) — Brasile, Argentina
- Teudis formosus (Keyserling, 1891) — Brasile
- Teudis gastrotaeniatus Mello-Leitão, 1944 — Argentina
- Teudis geminus Petrunkevitch, 1911 — Guatemala, Costa Rica, Panama, Ecuador
- Teudis griseus (Keyserling, 1891) — Brasile
- Teudis itatiayae Mello-Leitão, 1915 — Brasile
- Teudis juradoi Chickering, 1940 — Panama
- Teudis lenis (Keyserling, 1891) — Brasile
- Teudis morenus (Mello-Leitão, 1941) — Argentina
- Teudis opertaneus (Keyserling, 1891) — Brasile
- Teudis parvulus (Keyserling, 1891) — Brasile
- Teudis peragrans (O. P.-Cambridge, 1898) — Guatemala, Brasile
- Teudis recentissimus (Keyserling, 1891) — Brasile
- Teudis roseus F. O. P.-Cambridge, 1900 — Panama
- Teudis suspiciosus (Keyserling, 1891) — Brasile
- Teudis tensipes (Keyserling, 1891) — Brasile
- Teudis tensus (Keyserling, 1891) — Brasile
- Teudis ypsilon Mello-Leitão, 1922 — Brasile

## Thaloe
Thaloe Brescovit, 1993
- Thaloe ennery Brescovit, 1993 — Hispaniola
- Thaloe remotus (Bryant, 1948) — Hispaniola
- Thaloe tricuspis (Bryant, 1940) — Cuba

## Timbuka
Timbuka Brescovit, 1997
- Timbuka bogotensis (L. Koch, 1866) — Colombia, Bolivia
- Timbuka boquete Brescovit, 1997 — Costa Rica, Panama, Colombia
- Timbuka granadensis (Keyserling, 1879) — Colombia
- Timbuka larvata (O. P.-Cambridge, 1896) — Messico
- Timbuka masseneti (Berland, 1913) — Ecuador
- Timbuka meridiana (L. Koch, 1866) — Colombia

## Tomopisthes
Tomopisthes Simon, 1884
- Tomopisthes horrendus (Nicolet, 1849) — Cile, Argentina
- Tomopisthes pusillus (Nicolet, 1849) — Cile, Argentina
- Tomopisthes tullgreni Simon, 1905 — Argentina
- Tomopisthes varius Simon, 1884 — Cile, Argentina

## Umuara
Umuara Brescovit, 1997
- Umuara fasciata (Blackwall, 1862) — Venezuela, Brasile
- Umuara junin Brescovit, 1997 — Perù
- Umuara juquia Brescovit, 1997 — Brasile
- Umuara pydanieli Brescovit, 1997 — Brasile

## Wulfila
Wulfila O. P.-Cambridge, 1895
- Wulfila albens (Hentz, 1847) — USA
- Wulfila albus (Mello-Leitão, 1945) — Brasile, Paraguay, Argentina
- Wulfila arraijanicus Chickering, 1940 — Panama
- Wulfila bryantae Platnick, 1974 — USA, Messico
- Wulfila coamoanus Petrunkevitch, 1930 — Puerto Rico
- Wulfila diversus O. P.-Cambridge, 1895 — Messico
- Wulfila fasciculus (Bryant, 1948) — Hispaniola
- Wulfila fragilis Chickering, 1937 — Panama
- Wulfila fragilis (Bryant, 1948) — Hispaniola
- Wulfila gracilipes (Banks, 1903) — Hispaniola
- Wulfila immaculatus Banks, 1914 — USA, Cuba, Porto Rico
- Wulfila immaculellus (Gertsch, 1933) — USA, Messico
- Wulfila inconspicuus Petrunkevitch, 1930 — Porto Rico
- Wulfila innoxius Chickering, 1940 — Panama
- Wulfila inornatus (O. P.-Cambridge, 1898) — Messico
- Wulfila isolatus Bryant, 1942 — Porto Rico
- Wulfila longidens Mello-Leitão, 1948 — Guyana
- Wulfila longipes (Bryant, 1940) — Cuba
- Wulfila macer (Simon, 1897) — Saint Vincent
- Wulfila macropalpus Petrunkevitch, 1930 — Porto Rico
- Wulfila maculatus Chickering, 1937 — Panama
- Wulfila mandibulatus (Petrunkevitch, 1925) — Panama
- Wulfila modestus Chickering, 1937 — Panama
- Wulfila pallidus O. P.-Cambridge, 1895 — Messico
- Wulfila parvulus (Banks, 1898) — Messico
- Wulfila pavidus (Bryant, 1948) — Messico
- Wulfila pellucidus Chickering, 1937 — Panama
- Wulfila pretiosus Banks, 1914 — Cuba
- Wulfila proximus O. P.-Cambridge, 1895 — Messico
- Wulfila pulverulentus Chickering, 1937 — Panama
- Wulfila saltabundus (Hentz, 1847) — USA, Canada
- Wulfila sanguineus Franganillo, 1931 — Cuba
- Wulfila scopulatus Simon, 1897 — America
- Wulfila spatulatus F. O. P.-Cambridge, 1900 — Guatemala
- Wulfila spinosus Chickering, 1937 — Panama
- Wulfila sublestus Chickering, 1940 — Panama
- Wulfila tantillus Chickering, 1940 — dagli USA al Panama
- Wulfila tauricorneus Franganillo, 1935 — Cuba
- Wulfila tenuissimus Simon, 1896 — Giamaica
- Wulfila tinctus Franganillo, 1930 — Cuba
- Wulfila tropicus Petrunkevitch, 1930 — Porto Rico
- Wulfila ventralis Banks, 1906 — Isole Bahama
- Wulfila wunda Platnick, 1974 — USA, Cuba, Isola Mona (Porto Rico)

## Wulfilopsis
Wulfilopsis Soares & Camargo, 1955
- Wulfilopsis frenata (Keyserling, 1891) — Brasile
- Wulfilopsis leopoldina Brescovit, 1997 — Brasile
- Wulfilopsis martinsi Brescovit, 1997 — Brasile
- Wulfilopsis pygmaea (Keyserling, 1891) — Brasile
- Wulfilopsis tenuipes (Keyserling, 1891) — Brasile
- Wulfilopsis tripunctata (Mello-Leitão, 1947) — Brasile

## Xiruana
Xiruana Brescovit, 1997
- Xiruana affinis (Mello-Leitão, 1922) — Brasile
- Xiruana gracilipes (Keyserling, 1891) — Brasile, Argentina
- Xiruana hirsuta (Mello-Leitão, 1938) — Brasile
- Xiruana tetraseta (Mello-Leitão, 1939) — Paraguay